# Arquitetura colonial italiana no Rio Grande do Sul

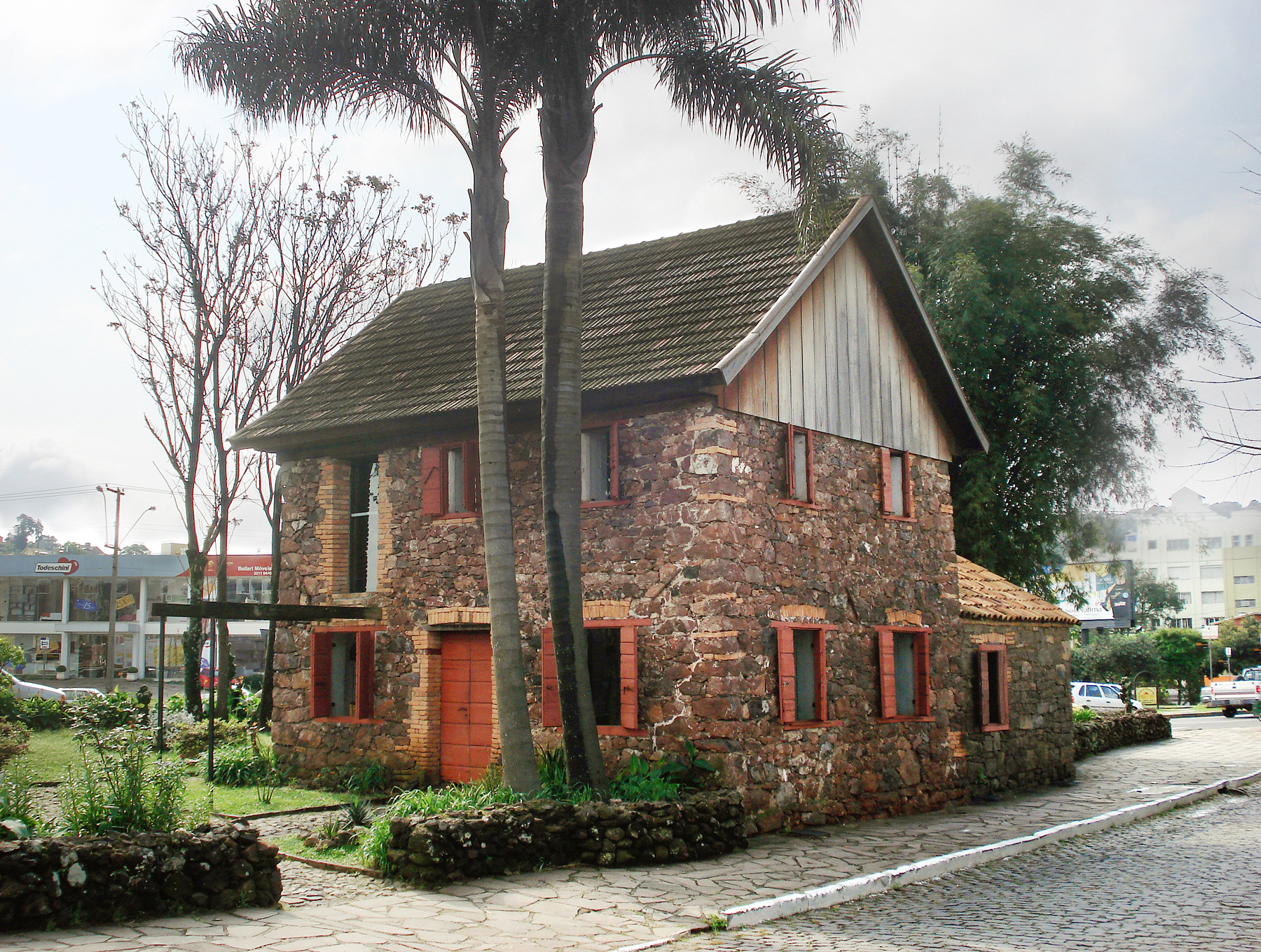
Museu Ambiência Casa de Pedra em Caxias do Sul, instalado em uma residência do fim do século XIX, então na zona rural

A arquitetura colonial italiana no Rio Grande do Sul, um ciclo cultural desenvolvido na região de imigração italiana no Rio Grande do Sul, Brasil, entre 1875 e c. 1960, representa um legado de grande importância arquitetônica, histórica e cultural. Inicialmente destinada a atender a necessidades urgentes de abrigo, no contexto da difícil colonização da Serra Gaúcha, e sendo por isso de caráter impermanente e precário, a arquitetura vernacular desenvolvida na região em pouco tempo evoluiu e se diversificou, ganhou imponência e durabilidade, revestiu-se de uma estética em muitos aspectos original, e em seu apogeu, que ocorre entre o início do século XX e aproximadamente a década de 1940, foi associada a questões de identidade cultural e status social.
Suas características têm variações geográficas, tipológicas e cronológicas, mas em linhas gerais essa arquitetura é definida pela simplicidade de formas, pela originalidade no uso dos materiais, pelas criativas soluções estruturais e decorativas, pela solidez da construção — que pode ser em madeira ou pedra — pelo aspecto austero e digno e pela harmoniosa inserção na paisagem. Igrejas e capelas costumavam ser as categorias mais ornamentais e grandiosas, sendo os receptáculos do melhor do seu patrimônio em arte. A importância da arquitetura colonial italiana no Rio Grande do Sul apenas há pouco tempo vem sendo reconhecida pelos pesquisadores e pelo público em geral. Como consequência, a maior parte das edificações do período em foco desapareceu sob a onda de progresso e aculturação da segunda metade do século XX em diante, perdendo-se neste processo um acervo que desenhou a face de muitas comunidades italianizadas, definiu muito das suas raízes e da sua identidade coletiva, e explicitava visualmente sua evolução social, econômica, política e cultural. Daí o seu valor inestimável como documento. A consciência desse valor para o conhecimento da História regional e das origens comunitárias, bem como para o fortalecimento do senso de identidade, pertença e cidadania entre os herdeiros do que restou desse legado, lentamente emerge entre os descendentes dos imigrantes, academias, associações e Poder Público, que começam a desenvolver vários planos de recuperação, preservação, estudo e divulgação dos exemplares sobreviventes, buscando inseri-los positivamente na vida contemporânea, mas a conscientização ainda é fraca e muitas perdas continuam acontecendo.

## Contexto da imigração
A imigração italiana para o Brasil aconteceu como resultado de um programa governamental para a povoação e incremento econômico de zonas desocupadas, e como parte de uma estratégia social concomitante de branqueamento da população brasileira com a introdução de elementos caucasianos. Ao mesmo tempo, o movimento abolicionista ganhava corpo e se tornou evidente que a escravatura no Brasil estava com seus dias contados, um panorama que oferecia perspectivas difíceis no que diz respeito à oferta de mão de obra barata, especialmente para as lavouras de café, na época uma das principais atividades econômicas do país. A importação de mão de obra livre aparecia assim como uma saída razoável para a crise iminente e, segundo Trento, foi mesmo um dos fatores que tornaram possível a efetiva abolição da escravatura anos mais tarde. Por uma coincidência histórica, a Itália na época estava enfrentando a sua própria crise. Um conglomerado de pequenos reinos unificados recentemente, a Itália passava por um árduo processo de adaptação a uma realidade social nova, tendo sua base econômica muito enfraquecida. A agricultura estava em declínio, grassavam a fome e a pobreza, exacerbadas pelo excesso populacional, e um sistema político oligárquico e opressor das classes baixas continuava a vigorar mesmo com nova roupagem. Milhares de braços já não encontravam trabalho e a solução foi procurá-lo algures, e a partir de 1875 a emigração italiana para terras brasileiras se tornou um fenômeno de grande escala: entre 1875 e 1888 entrou no país cerca de um milhão de italianos. A onda continuou até a segunda década do século XX, totalizando cerca de 1,5 milhões de pessoas, 70% delas permanecendo em São Paulo. Deste contingente, cerca de 75 mil pessoas se dirigiram para o Rio Grande do Sul até 1914, quando o ciclo imigratório é concluído em sua grande parte.
A colonização planejada no Rio Grande do Sul iniciara de fato no início do século XIX com elementos germânicos, que se fixaram na região ao norte de Porto Alegre, mas problemas nos contratos de imigração levaram a Província a reformular seus planos em 1875. A empresa responsável, Companhia Caetano Pinto & Irmãos e Holtzweissig & Cia, foi afastada e o programa de colonização foi devolvido ao Governo Imperial, intensificando-se então a chegada de italianos. Depois de uma travessia oceânica em más condições, chegavam em Porto Alegre e eram encaminhados a São Sebastião do Caí, de onde seguiam para seu destino definitivo no alto da serra gaúcha, nas colônias Conde D' Eu, D. Isabel, Fundos de Nova Palmira e Silveira Martins, que vieram a constituir os núcleos iniciais da fixação italiana no estado.

## Evolução e características gerais da arquitetura colonial

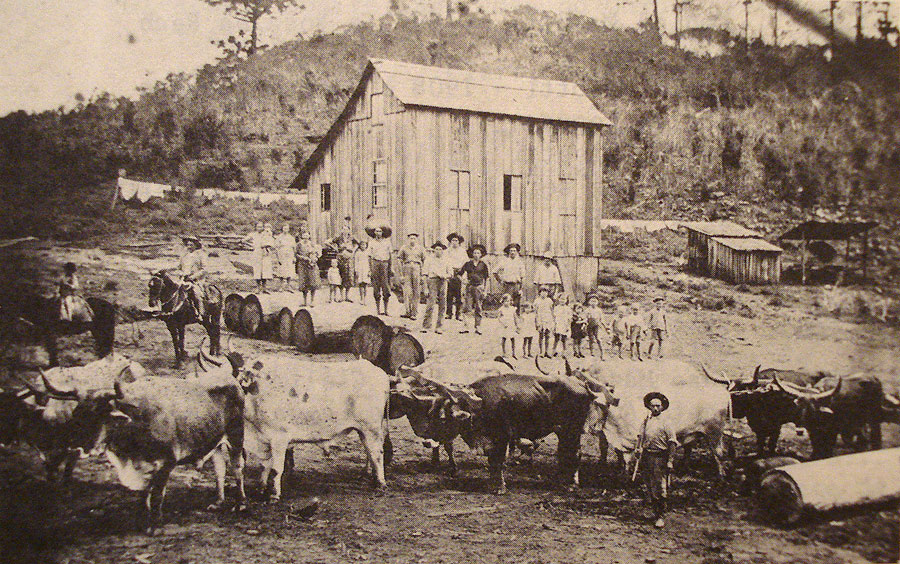
Casa Italo Massotti, Caxias do Sul, fim do século XIX, exemplar da primeira fase

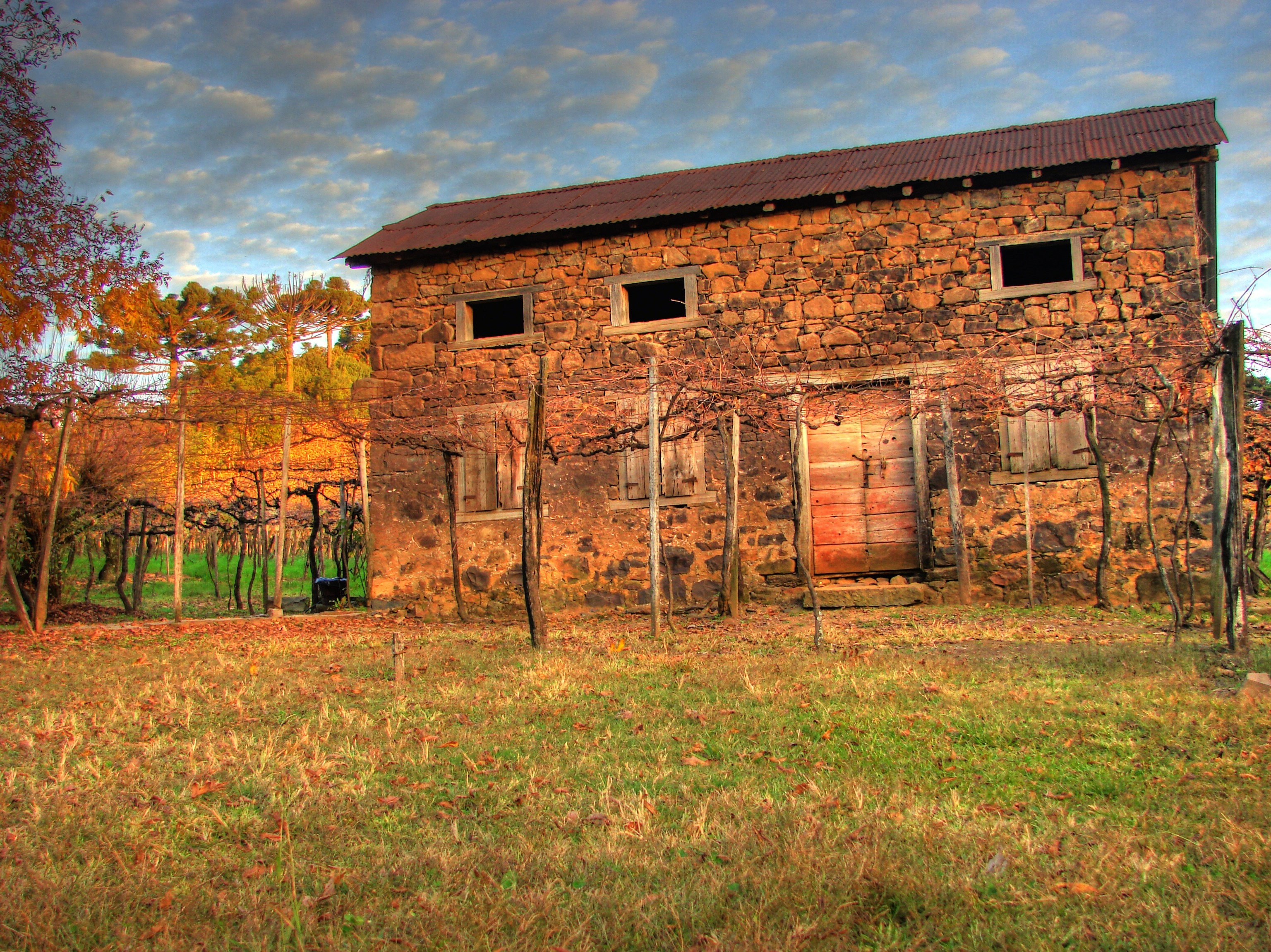
Casa Strapazzon, Bento Gonçalves, c. 1880, exemplar da segunda fase

A primeira habitação do colono na serra foi um barracão de madeira, uma habitação coletiva onde eram reunidos todos os recém-chegados até que as terras fossem distribuídas. Em seguida, recebiam um lote relativamente pequeno, de 25 ha, devendo reembolsá-lo ao governo após um prazo. Enquanto isso, era-lhes dado um título provisório de propriedade, ratificado ao fim do pagamento. De início a economia desenvolvida foi precária, claramente voltada para a subsistência, já que os colonos só podiam contar com um apoio oficial muito limitado, logo tendo de viver por conta própria.
Neste terreno, ainda em larga medida selvagem e coberto de espessa mata de araucária, a família providenciava um abrigo improvisado, mas assim que possível erguiam algo um pouco melhor, casebres de cerca de 4 x 6 m, com uma ou duas janelas, uma só porta, cobertos por telhas de madeira lascada (as scandole), e que serviam para tudo, de vivenda a depósito, até que a propriedade se organizasse e começasse a dar algum rendimento. A ampliação das benfeitorias seguiu um ritmo natural, segundo as necessidades e utilizando os materiais disponíveis na região, especialmente a pedra e a madeira, em menor frequência os tijolos artesanais de barro, que logo se tornaram mais comuns com a fundação de diversas olarias. Surgiam então a cantina, estábulo, paióis, chiqueiro, forno, uma cozinha separada, latrina e outras estruturas. O crescente uso do tijolo possibilitou que a cozinha, nas edificações de madeira por regra separada da habitação a fim de evitar o risco de incêndios, pudesse ser agregada ao corpo da casa principal.
Eram mais comuns as casas de dois pisos, um deles em forma de sótão, às vezes com um porão semienterrado, que tinha uso múltiplo, servindo como depósito, cantina e oficina; três ou quatro pisos eram raros no início, mas à medida que as colônias enriqueciam também se tornaram comuns. O pavimento principal era composto de dormitórios e uma sala de tamanho variável, que nos exemplos mais pobres se resumia a um corredor alargado que apenas interligava os outros aposentos. O sótão podia ter quartos de dormir ou servir como depósito. A cozinha, seja pegada à casa ou nitidamente separada, sempre tendeu a ser um espaço autônomo.
Dispondo de espaço, desde logo os hábitos de construção divergiram daqueles praticados originalmente na Itália. Lá os habitantes residiam em pequenas vilas e iam aos campos do entorno para trabalhar, e suas residências incluíam depósitos e abrigos de animais num único bloco. No Brasil, salvo nas sedes colonizadoras, que se desenvolveram como vilas e cidades, a vida rural se organizou em propriedades unifamiliares mais ou menos autosuficientes e com vivendas distantes entre si, que tinham a maior parte de suas benfeitorias nitidamente separadas no espaço.
Apesar de serem em sua grande maioria agricultores, muitos colonos tinham conhecimentos em ofícios diversos, como ferraria, cantaria, marcenaria, o que facilitou sua instalação. Também trouxeram uma herança arquitetônica significativa, a qual, adaptada ao contexto encontrado no Brasil, ao equipamento escasso e primitivo, e aos materiais disponíveis, gerou, no entender de Filippon & Meneguz, uma arquitetura de características únicas, que tinha seus maiores valores no racionalismo e na praticidade. Segundo Júlio Posenato, nenhum ciclo arquitetônico brasileiro mostrou tamanha diversidade de soluções quanto a arquitetura colonial italiana.
Posenato também ofereceu um delineamento cronológico do processo de evolução dessa arquitetura, identificando diversas fases:
- A primeira é marcada pelo caráter temporário das edificações, durante a primeira década após a chegada, quando a sobrevivência estava em primeiro plano e a arquitetura recebia uma atenção mínima. A primeira instalação no terreno se dava com abrigos provisórios constituídos de troncos ocos, tendas de panos ou choupanas de ramagens ou taipa cobertas com palha. Estabelecidos, passavam a construir uma habitação apenas ligeiramente melhor, com paredes de pedra bruta ou madeira rachada rusticamente, e cobertas de scandole.[11]

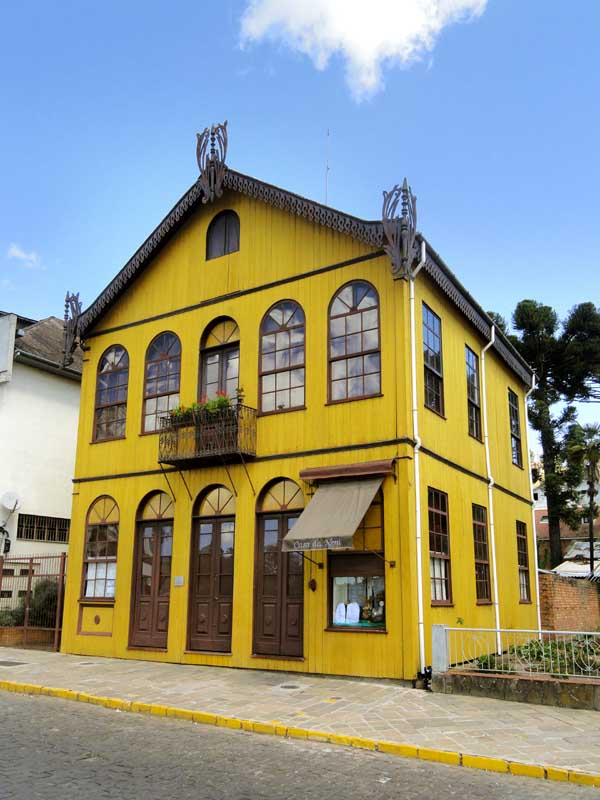
Casa Antônio Bocchese, Antônio Prado, 1910, terceira fase

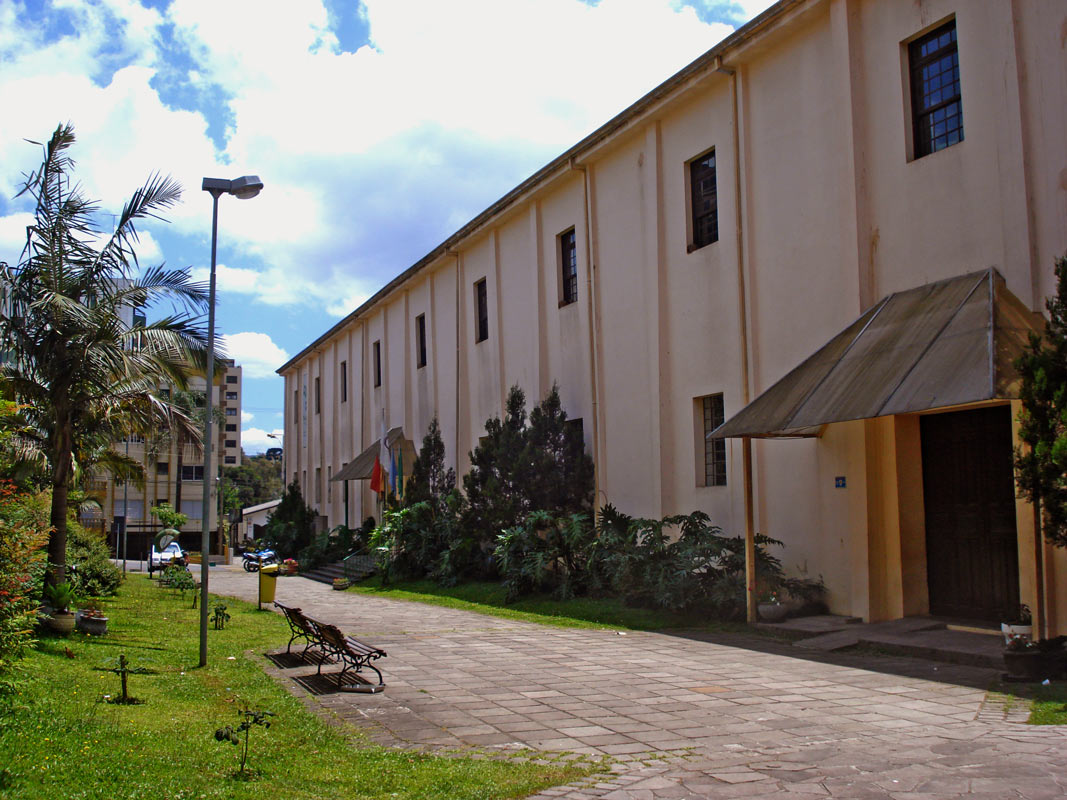
Antiga Cantina Antunes, em Caxias do Sul, hoje um centro cultural.

- A segunda etapa corresponde ao período de início da edificação de construções pretendidas como permanentes, quando a propriedade já estava estabilizada e proporcionava sustento suficiente. O tamanho das casas aumentou, mas ainda não havia vidro para janelas, a grande maioria dos materiais se preparavam de modo artesanal e o despojamento plástico era a tônica.[11]
- A terceira fase nasceu do florescimento econômico da região, após cerca de duas décadas, quando as propriedades já proporcionavam um nível de vida bastante confortável para seus habitantes, que passam a empregar a arquitetura como meio de afirmação identitária e cultural. Multiplicam-se os pavimentos das casas, chegando a até quatro níveis, e são introduzidos alguns materiais industrializados como vidro e telhas de ferro galvanizado ou barro. A expressão continua austera, mas já surge a preocupação com alguns ornamentos, em geral discretos mas muito variados. As edificações, se simples plasticamente, na estrutura revelam arrojo e, algumas, grande apuro e imaginação na concepção formal.[11] Ao mesmo tempo, se formam tipologias eminentemente industriais, das quais as mais conhecidas foram as cantinas, que processavam o maior produto regional até o início do século XX: a uva. Muitas tinham vastas proporções e traziam originalidade nas suas soluções compositivas e estruturais, atendendo a necessidades próprias do contexto local.[12]
- No período final do ciclo, entre os anos 1940 até fins da década de 1960, se observa a progressiva aculturação do idioma arquitetônico ao contexto brasileiro, predominando o uso de materiais industriais e verificando-se até mesmo a rejeição voluntária dos padrões antigos. A fase refletiu a mudança do sistema da economia rural familiar autosuficiente para a diversificação e industrialização moderna, ocorrendo o êxodo rural e concentrando-se a população primariamente nos núcleos urbanos. Nesse contexto, a casa diminuía de tamanho e deixava de ser imagem simbólica do sucesso da família diante de um ambiente inóspito, como representava antes, e passou a ser sumariamente um local de moradia.[11]

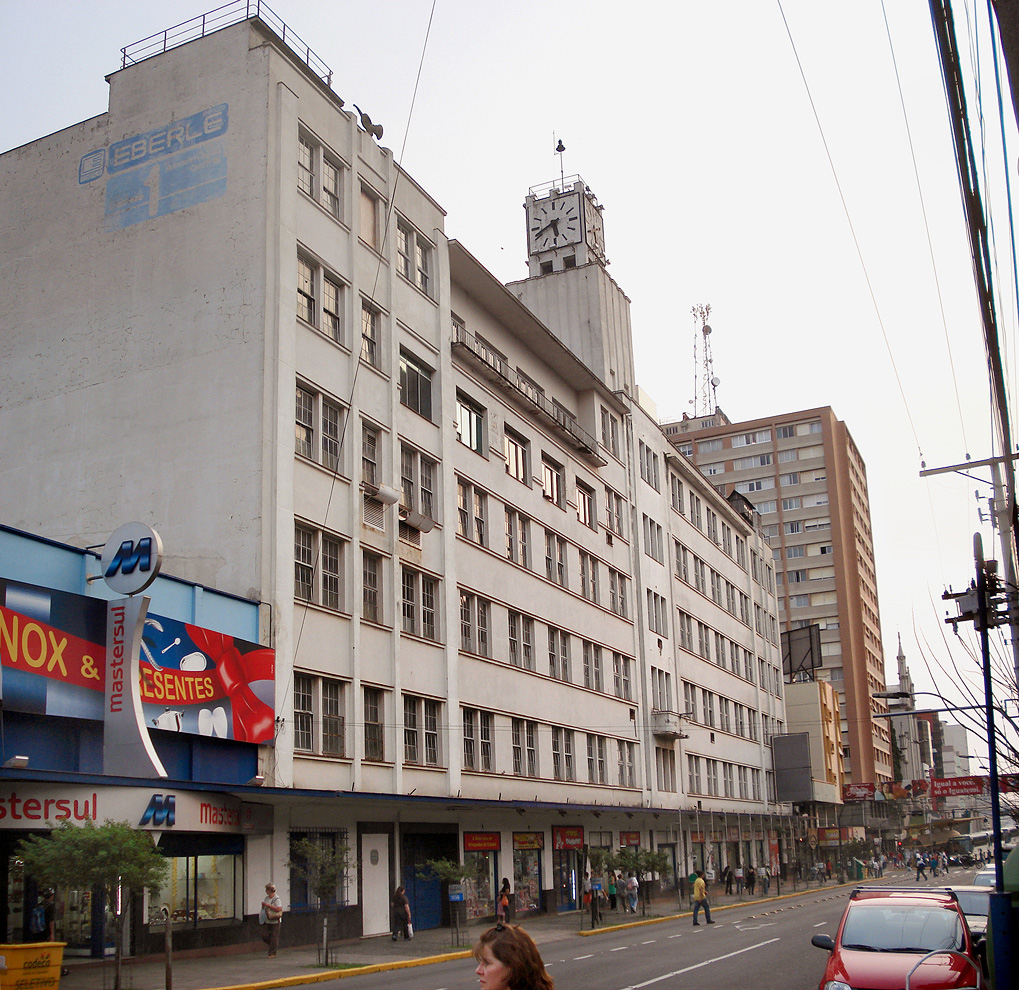
Metalúrgica Abramo Eberle em Caxias do Sul, grande exemplo da edificação industrial na fase de modernização, com um estilo Déco. É prédio tombado.

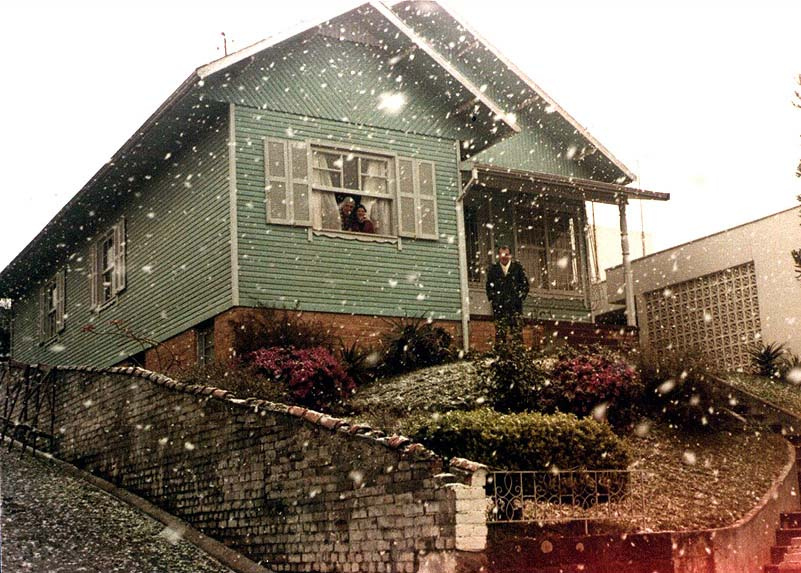
Casa Alcides Longhi em Caxias do Sul, c. 1956, sob neve. Quarta fase

É de assinalar também que um fator importante para a transformação do idioma arquitetônico a partir dos anos 40 foi a grande repressão que a cultura regional de matriz italiana sofreu durante o governo de Getúlio Vargas, que em nome da formação de uma brasilidade homogênea e "autêntica", estava preocupado em erradicar quistos culturais, como os que se formaram nas cidades coloniais italianas, que até então, embora em geral submissas às leis locais e às ordens do governo, e sendo até elogiadas por isso, se haviam se mantido culturalmente bastante refratárias à absorção dos costumes luso-brasileiros, sendo os imigrantes orgulhosos do seu passado milenar e das suas expressivas realizações materiais em poucos anos na nova terra. Desta repressão nasceu uma repulsa dos próprios locais em preservar suas tradições, com reflexos evidentes para a arquitetura, perdendo-se o interesse em preservar a herança arquitetônica vernacular, destruindo-se inúmeros exemplares de alto valor, e buscando-se a partir daí emular os modelos homogeneizantes e internacionais que estavam em voga, como os estilos Déco e Modernista, dos quais o restante do Brasil em meados do século XX já estava repleto, mesmo afirmando-se no discurso oficial a "brasilidade".
Aparecem também, nessa onda de acelerada mudança cultural, edificações pré-fabricadas, produzidas em série, como a de Alcides Longhi, ilustrada ao lado, que apresentavam modelos básicos de planta e ofereciam a possibilidade de algumas adaptações à variabilidade dos terrenos ou ao gosto dos fregueses, podendo-se escolher, por exemplo, o número de quartos (em geral dois ou três) e o tipo dos detalhes decorativos das varandas, grades ou molduras das aberturas. Esses modelos se tornaram populares entre as classes mais modestas pelo seu custo relativamente baixo e razoável conforto, e sinalizavam também um período em que os núcleos urbanos se adensavam rapidamente pelo êxodo rural e a explosão populacional, criando problemas de espaço de habitação e de infraestrutura, e surgindo as primeiras favelas nos maiores centros, como Caxias do Sul, o maior polo da colonização italiana no Rio Grande do Sul. No período de modernização prédios de manufaturas, metalúrgicas e outras indústrias, bem como de bancos, clubes e instituições, também aparecem em grandes números nos centros urbanos, com estilos integrados às grandes correntes arquitetônicas em vigor no Brasil, e não raro deixando exemplares de grande porte e gosto apurado.
Ainda de acordo com Posenato, a arquitetura colonial italiana típica apresenta as seguintes características essenciais:
- Base essencialmente artesanal, com emprego exclusivo de mão de obra livre. Mesmo com o progresso da industrialização ao longo dos anos, as técnicas artesanais se mantiveram predominantes.
- Diversidade de soluções e grande capacidade de adaptação ao meio encontrado, sem criar-se estereótipos edilícios rígidos.
- Linguagem própria, revelada em expressão plástica original e criativa, mesmo que preservando sempre notável simplicidade de meios
- Uso de materiais nativos encontrados no entorno imediato, com grande independência de recursos industrializados. As más condições das estradas tornavam difíceis nos primeiros tempos a circulação de bens e materiais de construção mesmo entre propriedades vizinhas. Materiais industriais, como telhas e tijolos, ornamentos em ferro e vidros, só foram introduzidos mais tarde. O ferro trabalhado, contudo, esteve presente desde o início, especialmente sob a forma de pregos.
- Capacidade de prover conforto com poucos recursos, aproveitando os materiais disponíveis
- Inserção harmoniosa na paisagem natural.

Tipicamente, a arquitetura colonial na zona rural se estruturou no seguinte complexo:
- Uma casa, representando o volume principal da propriedade, tanto em suas proporções como no esmero de sua elaboração. Geralmente constituída de mais de um pavimento: um porão para atividades produtivas, um nível residencial, e um sótão para depósito de grãos, eventualmente com espaço para dormitórios extras.
- Uma cozinha independente, unida à casa por uma galeria coberta ou como um volume anexo, a fim de minimizar o risco de incêndio.
- Instalações de apoio, como espaços para lavanderia, despensa, sanitário e forno.
- Instalações complementares, na forma de abrigos para animais, depósitos para a produção agrícola, forragem, equipamentos e lenha.

Nos núcleos urbanos, sem haver a necessidade de uma estrutura produtiva de apoio e dispondo de lotes pequenos, a construção se resumia na residência, que podia ser bastante elaborada, mas com estruturas secundárias reduzidas a um mínimo.

## Tipologias principais

### 1. Quanto ao material

#### Pedra

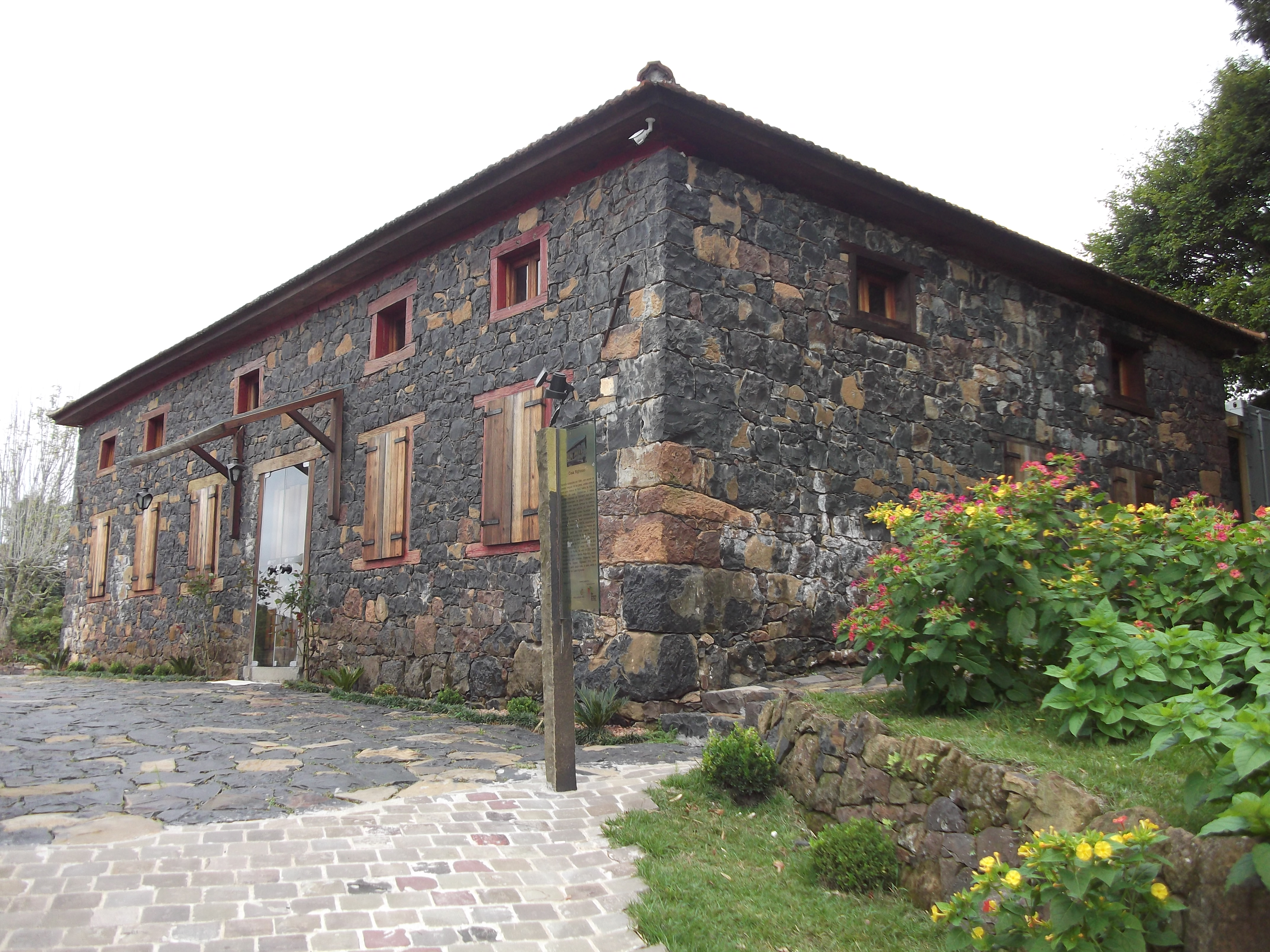
Casa Righesso, em Bento Gonçalves, importante exemplar da edificação em pedra, 1889.

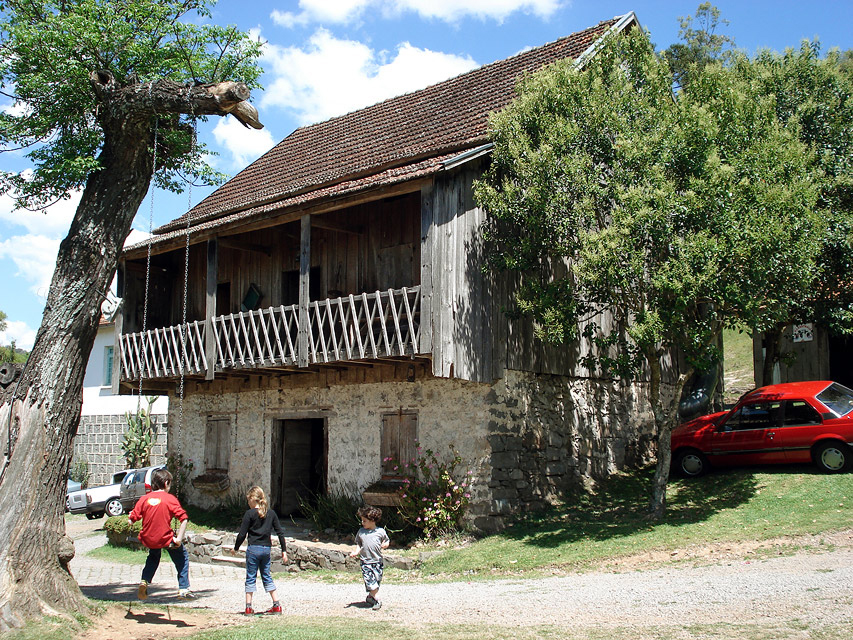
Casa mista de pedra e madeira da família Ballico, interior de Caxias do Sul, fim do século XIX

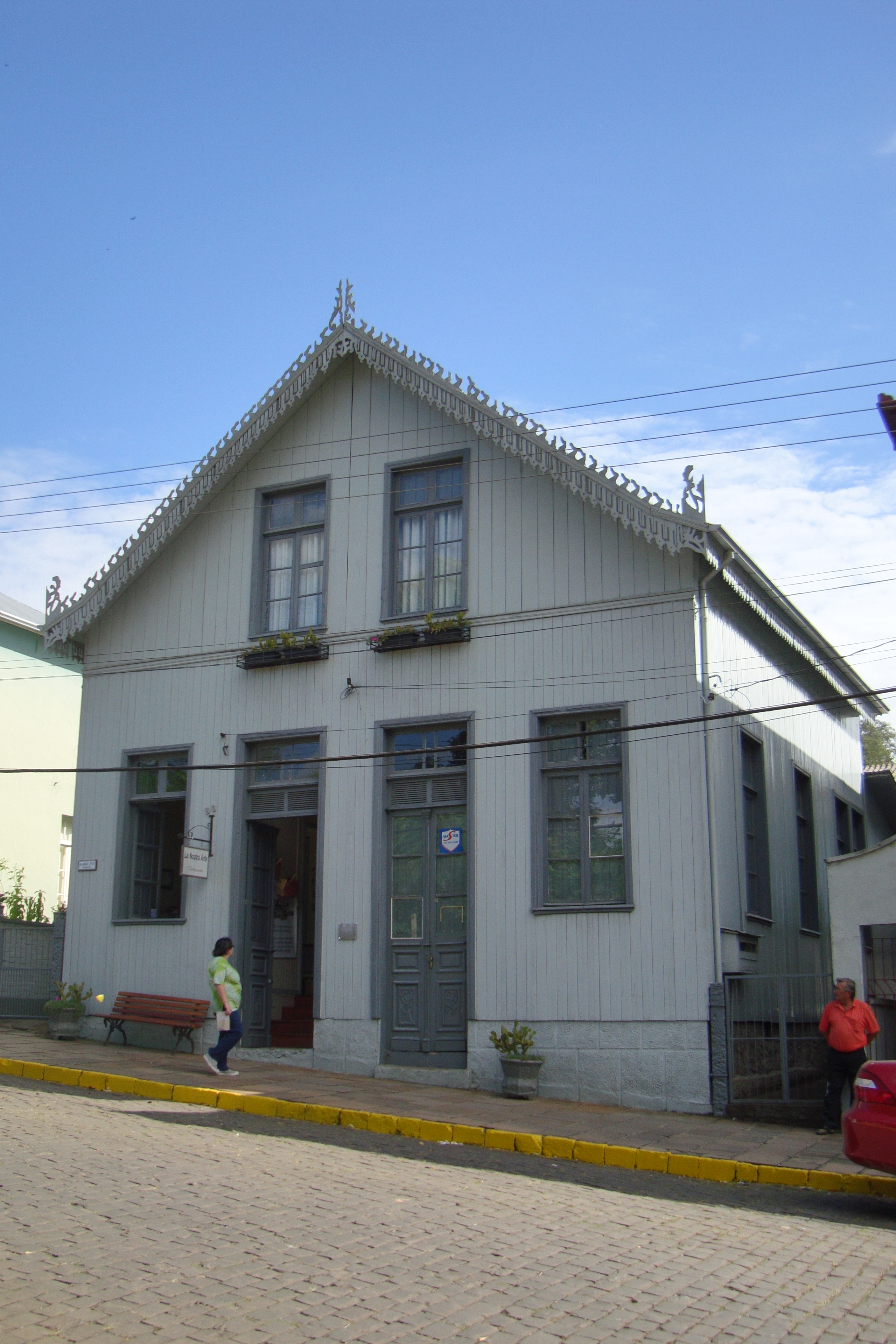
Casa Luciano Zanella em Antônio Prado, 1919-1920

Durante as duas primeiras fases as principais características da construção colonial rural são a simplicidade e a produção autônoma dos materiais, sem qualquer técnica especializada. Nas sedes urbanas, com maiores facilidades de acesso a bens industrializados, a edificação se tornou complexa mais cedo. Como a maior parte dos imigrantes foi procedente do Vêneto, uma região em parte montanhosa, os colonos tinham já práticas sedimentadas pelos séculos de construção com a pedra. O mesmo não acontecia com a madeira, material escasso na Itália, e cuja maestria tardou a se conseguir. Inicialmente as pedras eram usadas in natura, sem qualquer aparelhamento, reservando as maiores para os alicerces, pouco profundos, e os cunhais. Lançadas poucas fileiras na base, já se passava para as paredes, que subiam duplas com pedras mais ou menos aparelhadas de um lado, colocado externamente. O vão era preenchido com uma massa de terra batida e pedregulho. Para dar maior estabilidade, as aberturas eram emolduradas por grossos e toscos caibros de madeira, embutindo extremidades livres na alvenaria. Outro reforço era dado por estribos de ferro que atravessavam as paredes e se fixavam em barrotes. À medida que a colônia prosperou o trabalho na pedra se tornou mais requintado, e passou-se a empregar pedras aparelhadas com tanta exatidão que o rejunte de argamassa se tornou dispensável. No curso dessa evolução aparecem outros refinamentos, como o rebocamento da pedra, ou, se deixada aparente, uso de combinações de outros materiais junto com a pedra, especialmente o tijolo e a madeira; a forma das aberturas se torna mais variada, com uso de diversos tipos de arcos, e se dão tratamentos diferenciados na pedra para detalhes, além de outros acabamentos visualmente interessantes.

#### Madeira
Como a madeira, além da pedra, era um material também abundante, a casa de madeira se tornou o modelo mais frequente, às vezes com a pedra ou tijolo empregados na base e alicerces e a madeira nos níveis superiores. Segundo Posenato, nas colônias mais antigas cerca de 85% das residências e quase 100% das estruturas anexas eram compostas de madeira, e nas colônias mais recentes a madeira foi o material quase exclusivo. De início a madeira, especialmente a da então abundante araucária, foi usada de forma muito rústica, rachada a machado e cunha, e sem grande conhecimento de suas capacidades físicas. Prova-o o tamanho excessivo das vigas de suporte nos contrapisos entre porão e plano residencial, encontrando-se casos de troncos inteiros de araucária, com 60 cm de diâmetro, sustentando vãos de apenas 5 ou 6 m. O mesmo esquema se repetia nos níveis superiores, embora com desproporções menos pronunciadas. Familiarizando-se com o material, numa etapa ulterior o colono passou a empregar tábuas serradas, seja por ele mesmo ou beneficiadas em serrarias, técnica que possibilitava um acabamento mais regular e um dimensionamento diferenciado das tábuas segundo planos pré-determinados.
A originalidade das edificações de madeira dos imigrantes se revelou na criação de uma estrutura sustentada por um esqueleto de vigas e pilares que dispensava elementos diagonais para contraventamento, graças ao uso de pregos industrializados, que se tornavam naquele exato momento histórico um bem de consumo em larga escala. Desta forma, as tábuas de pisos e paredes funcionavam ao mesmo tempo como fechamento e contraventamento. O aperfeiçoamento da técnica da marcenaria floresceu especialmente em alguns núcleos urbanos, como é o caso de Antônio Prado, construindo-se casas amplas com rico repertório de elementos decorativos, na forma de beirais, balaustradas, caixilharia, passadiços, balcões e lambrequins, o que lhes confere um grande valor plástico. A maior realização nessa técnica, contudo, a antiga igreja matriz de Cacique Doble, infelizmente já não existe.

#### Tijolos
Os tijolos foram o terceiro material comum de construção. No início eram feitos à mão e queimados em fornos improvisados ou secos ao sol, e sua produção manual possibilitava a confecção de peças em formas especiais para usos específicos, como nas cimalhas. Mais tarde os industrializados tiveram a preferência. O tijolo apareceu primeiro usado como acabamento dos vãos das aberturas das casas de pedra, mas logo passou a ser utilizado para toda a construção, sendo então muitas vezes rebocado por dentro e por fora com uma massa de barro e cal, ou barro e palha picada. A maior resistência do material ao fogo permitiu que a cozinha permanecesse pegada ao corpo principal das casas de tijolos, bem como nas de pedra.

### 2. Quanto à função

#### Residência
Sendo a principal construção tanto na propriedade rural como nas sedes urbanas, a residência foi o campo de maior expressão de valores estéticos e simbólicos vinculados à arquitetura, bem como o tipo onde a variedade de soluções técnicas e estéticas se mostrou mais rica. A casa colonial derivou seu modelo básico da tradição praticada nas regiões montanhosas da Itália, cuja topografia se assemelha às condições da colônia brasileira. Os espaços constituintes da residência eram o porão, onde funcionava em geral uma cantina, a sala de visitas, os dormitórios, o sótão, usado como depósito e às vezes como dormitório, e o alpendre ou varanda frontal. Diferenciando-se, porém, do modelo italiano, que tendia a agrupar as residências em vilas e ligar as dependências secundárias, incluindo depósitos, estrumeira e estábulos, diretamente ao espaço residencial num bloco compacto, no Brasil, com a maior disponibilidade de espaço e levando em conta fatores de higiene, a residência se constituiu num volume independente, com outras dependências afastadas. O clima brasileiro, mais ameno que o do norte italiano, também propiciou alterações adaptativas no modelo herdado, no que tange a fatores de isolamento térmico e insolação, considerados no Brasil pouco relevantes. Permaneceu entrementes, como ocorria na Itália, uma estrutura da fachada sóbria e integrada ao entorno, harmoniosa e regular, tendo a entrada principal no lado da calha do telhado e não no da empena. Outros elementos arquitetônicos, como as aberturas, bandeiras, telhados, escadas, revestimentos, bem com parte das técnicas construtivas, tendiam a continuar a tradição ancestral, mas no Brasil se produziu com esses elementos uma arquitetura mais racional, mais rigorosamente geométrica, mais afeita a esquemas ortogonais, e mais ornamentada. Sua estrutura é tipicamente compacta e simétrica, mas modulada harmoniosamente por uma alternância equilibrada de cheios e vazios.
Também como na Itália, a cozinha, mesmo quando desligada da residência, permaneceu sendo o espaço de socialização mais importante. Seu principal equipamento era o focolaro, onde se acendia o fogo. Inicialmente o focolaro era uma plataforma pouco elevada do chão, feita de material isolante como tijolo ou pedras. Sobre ele pendia uma corrente terminada em gancho que segurava o caldeirão para preparo dos cozidos. Coifas e chaminés não eram uma regra, e a fumaça podia simplesmente escapar por alguma abertura no telhado ou parede. Completavam o ambiente uma mesa e cadeiras, centro das reuniões familiares muito mais do que a sala da casa, reservada antes a visitas; caixotes para depósito de mantimentos, e às vezes um lavatório de louças, que podia ficar em uma dependência especial. Uma despensa independente também podia estar associada à cozinha, bem como um forno para pães. Os focolari foram sucedidos pelos fogões de chapa, depois pelos fogões a lenha, e por fim os alimentados com gás.

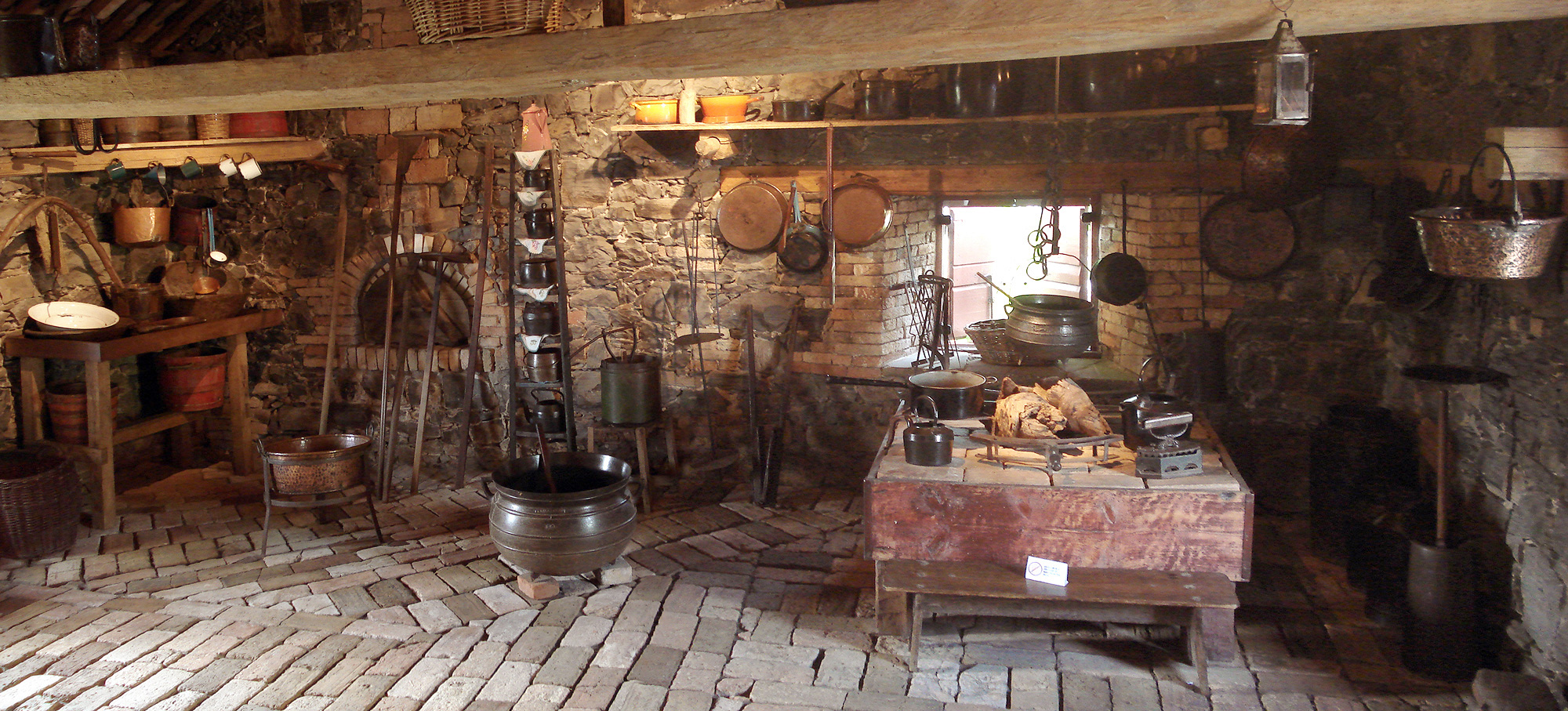
Cozinha do Museu Casa de Pedra de Caxias do Sul. O ambiente é original, mas não seus objetos, que são de várias procedências. Contudo o arranjo musealizado não foge muito da descrição original das cozinhas coloniais

Acabamentos e decorações são inexistentes na primeira fase e raras na segunda, compensadas, como disse Bertussi, pela eloquência plástica dos próprios materiais, mas se tornam mais comuns da fase de apogeu. As primeiras ornamentações apareceram na forma de lambrequins singelos, cachorros com pequenas esculturas, ábacos com discretas volutas, gradualmente expandindo o seu repertório para produzir formas de grande sofisticação e riqueza visual. Paredes divisórias usualmente eram de madeira, os forros, raros, e a entrada da residência muitas vezes recebia um tratamento que lhe emprestava maior imponência, com escadarias e um pequeno pórtico ou balaustrada.
As aberturas exibem uma enorme variedade de soluções. Porém o padrão evolutivo desenvolveu-se de uma tendência a aberturas quadradas e pequenas, para com o tempo se produzir aberturas bem maiores e bastante alongadas na vertical, acompanhando a tendência de elevação do pé-direito. A forma das portas geralmente acompanha a das janelas, e a porta de entrada é o elemento que estabelece toda a hierarquia volumétrica da fachada. As primeiras janelas eram fechadas apenas por duas pranchas de madeira, sem vidros, que se abriam para fora. Sob a influência da cultura luso-brasileira passou a ser adotado o modelo da janela de guilhotina com vidro, e mais tarde apareceu uma bandeira acima das aberturas.

#### Casas comerciais

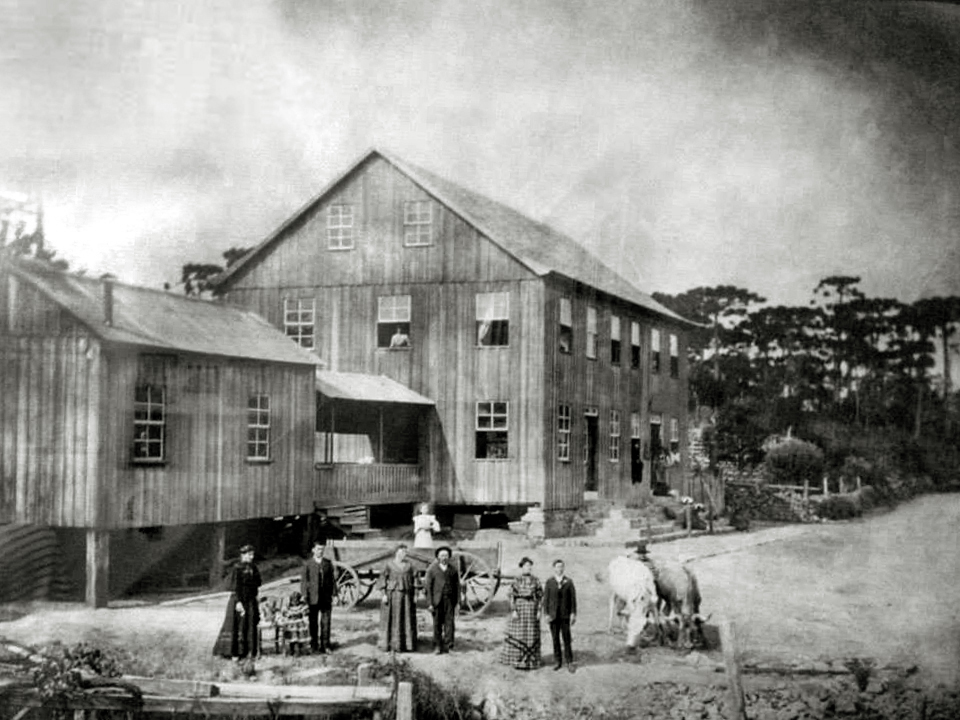
Casa de Antonio de Lazzer e Stella Panigas na zona rural de Caxias do Sul, c. 1910. O comércio de tecidos e secos e molhados Ao Grande Baratilho ficava no térreo, e a residência familiar no piso superior. Note-se o bloco menor da cozinha, separado do bloco principal para evitar o risco de incêndio.

O perfil geral e as técnicas construtivas empregadas para a residência rural serviram também para as edificações comerciais, tendo o maior diferencial na distribuição e uso dos espaços, organizados em uma seção para a loja, sempre no térreo e usualmente com mais de uma porta de entrada, e dependências para cantina, depósitos, estábulo, seção residencial da família proprietária, além de um comedor e dormitórios extras para viajantes e tropeiros. Os exemplares mais notáveis podiam ter até quatro pavimentos.

#### Edificações sacras
Assim como a residência estruturava a propriedade unifamiliar, a igreja ou capela estruturava toda a comunidade de cada área. Mais ou menos isolados em seus lotes, na celebração religiosa os colonos tinham seu ponto de encontro comunitário mais importante. Em vista dessa importância, as capelas proliferaram a ponto de sua abundância ser condenada pelas autoridades eclesiásticas, mas continuam até nos dias de hoje desempenhando a mesma função agregadora nas zonas rurais. Os primeiros templos foram erguidos em madeira, despojados de todo adorno, salvo um arco ocasional nas aberturas e algum entalhe; mais tarde receberam maior ornamentação.

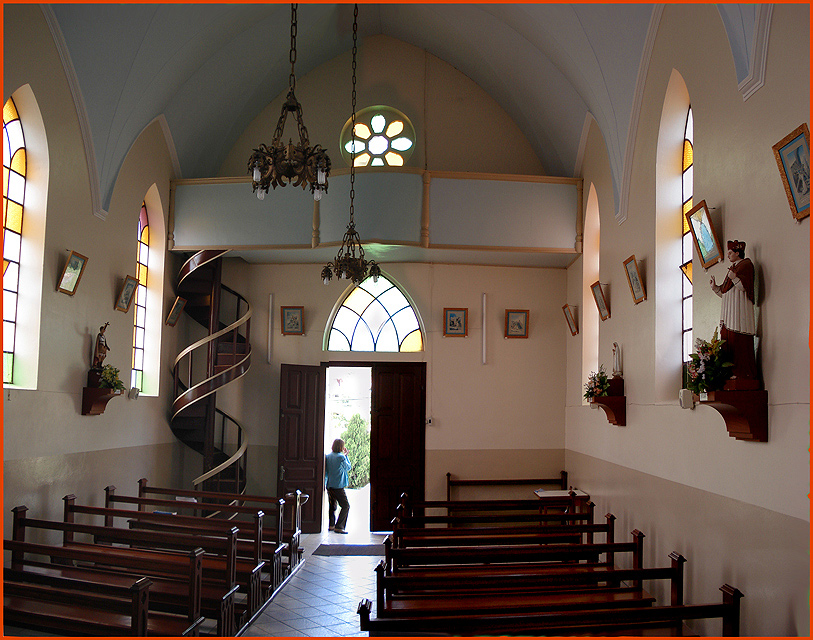
Interior da Capela de Santo Antônio da Linha 80, 1897, neogótica, um exemplo típico em sua simplicidade e no uso que faz dos materiais.

As capelas rurais abrigavam a maior parte do patrimônio artístico das comunidades, que embora possa ser escasso em muitos casos, não deixa por isso de ser significativo e informativo, preservando e transmitindo determinados valores históricos, culturais, sociais e estéticos cultivados pelas comunidades. Suas fachadas são usualmente singelas, mas podem mostrar estilos bem caracterizados como o neogótico, um dos preferidos, e o eclético. Nos interiores as partes mais ornamentadas são os altares; algumas capelas possuem para esta função elaboradas estruturas de madeira entalhada e dourada, construídas por artesãos especializados como Francisco Meneguzzo, Alexandre Bartelle ou Vitorino Zani, dentre os mais destacados em atividade na região colonial. A estatuária que esses pequenos templos ostenta em regra é de manufatura local ou regional, e geralmente seus traços seguem o gosto popular. Mas também há exemplos de fatura mais erudita, criados pela família Zambelli principalmente, que forneceu estatuária para toda a região. Podem contar com um coro sobre a entrada, bancadas entalhadas e vitrais e em alguns exemplares de alvenaria podem ter ladrilhos decorados no piso, colunas com capitéis decorados, pinturas nas paredes e outros importantes elementos decorativos. Algumas dessas capelas já foram tombadas pelo poder público, como a Capela de Nossa Senhora da Roca, em Caxias do Sul, ou declaradas patrimônio cultural do estado, como a Capela de Nossa Senhora de Caravaggio, em Farroupilha, e a Capela de São Romédio, também em Caxias, mas muitas estão ameaçadas por reformas e revitalizações arbitrárias, ou sofrem roubos e depredações.
Nas sedes urbanas desde cedo surgiu o interesse pela maior ornamentação dos templos, que também tendiam a ser muito maiores, a exemplo da Catedral de Caxias do Sul. Além disso outras estéticas também regeram a construção destas igrejas, como o neoclássico e o eclético. Componente indispensável do templo era um campanário, cuja evolução formal acompanhou a da igreja, passando da extrema singeleza de dois postes sustentando um pequeno sino, coberto por um telhado de duas águas, para uma maior complexidade e riqueza decorativa em torres imponentes de pedra ou tijolo. Muitas vezes uma estrutura independente, noutras o campanário foi desde o início incorporado ao bloco do templo. Na mesma categoria do templo entram os capitéis, diminutas capelas erguidas usualmente por indivíduos ou famílias como ação de graças em beiras de estrada, encruzilhadas e outros locais. No mais das vezes são apenas um nicho fechado, mas podem atingir a dimensão da capela com espaço para culto no interior. Por fim, devem ser citadas as construções fúnebres, com destaque para os pequenos mausoléus familiares, uma tipologia de introdução mais tardia, que imitam a forma da capela ou capitel, mas contendo em seu interior fileiras de nichos para receber ataúdes.

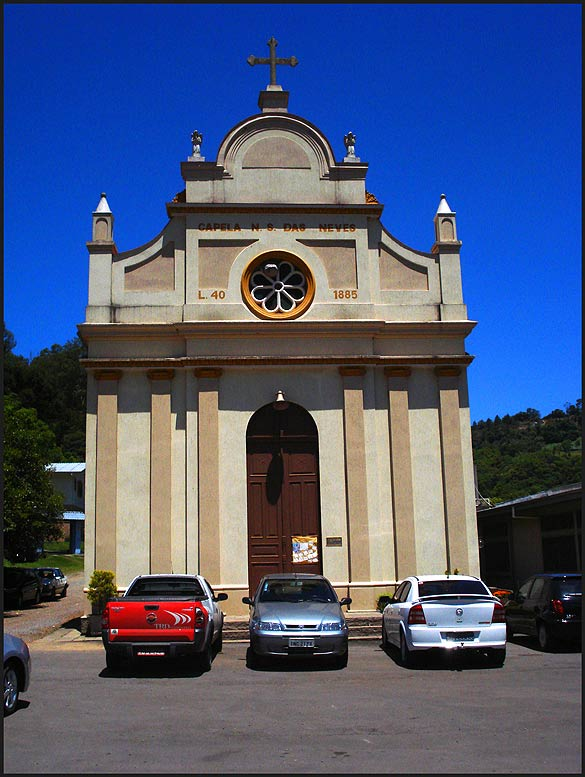
Capela de N. S. das Neves, interior de Caxias do Sul, 1885
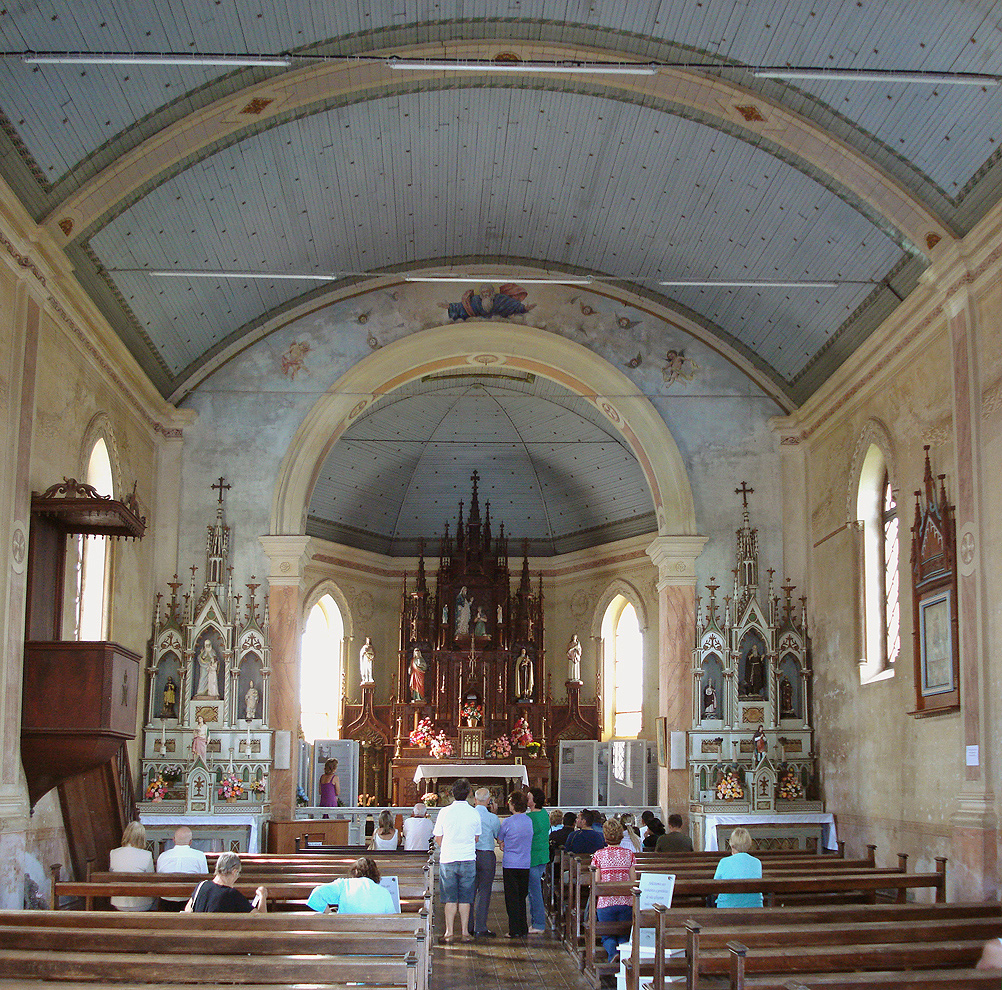
O ricamente decorado interior do Antigo Santuário de Nossa Senhora de Caravaggio, Farroupilha, 1890, uma notável exceção na regra de austeridade da edificação rural
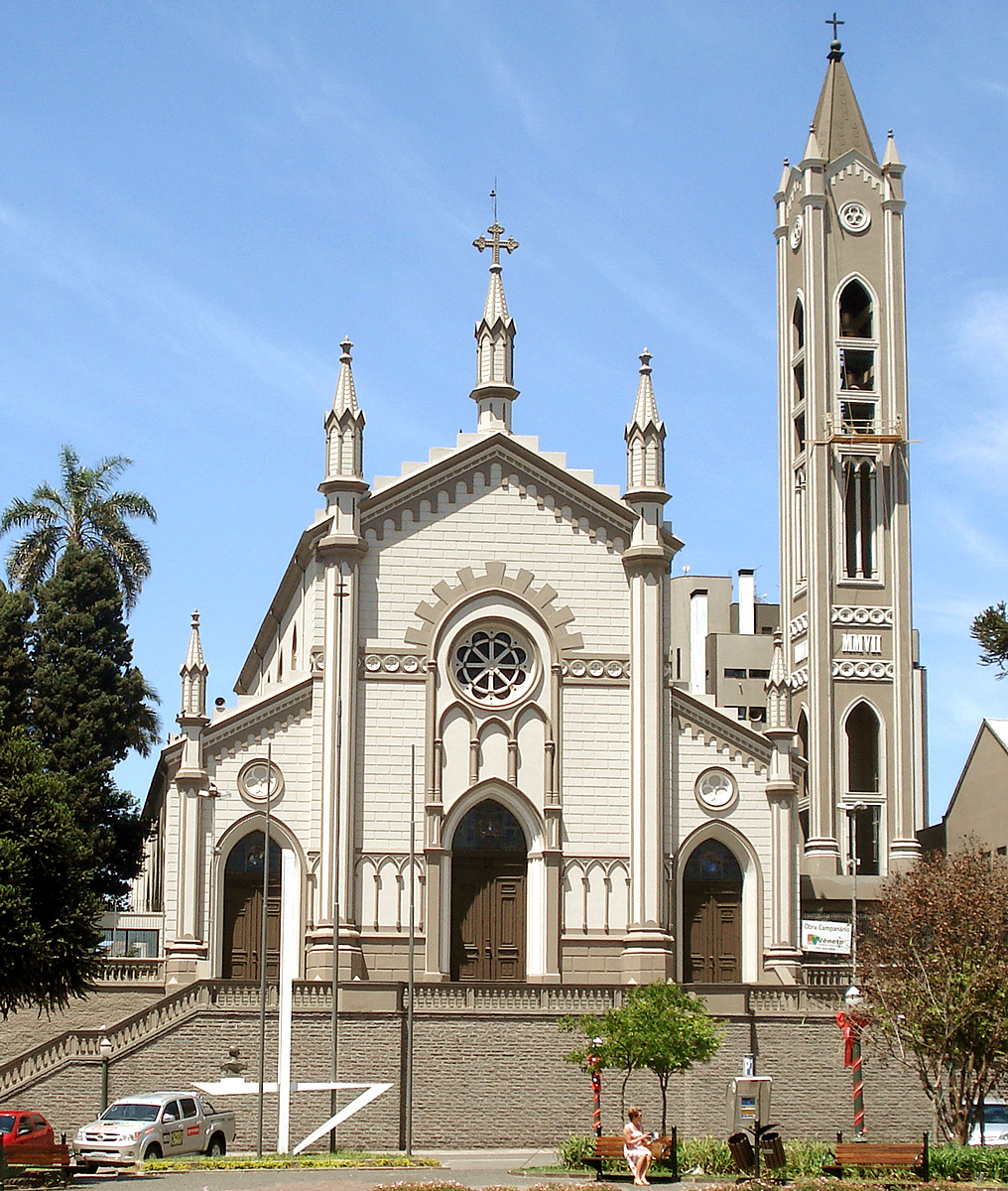
Catedral de Caxias do Sul, 1893-1899, decoração da fachada em 1914. O campanário é contemporâneo, imitando o estilo gótico
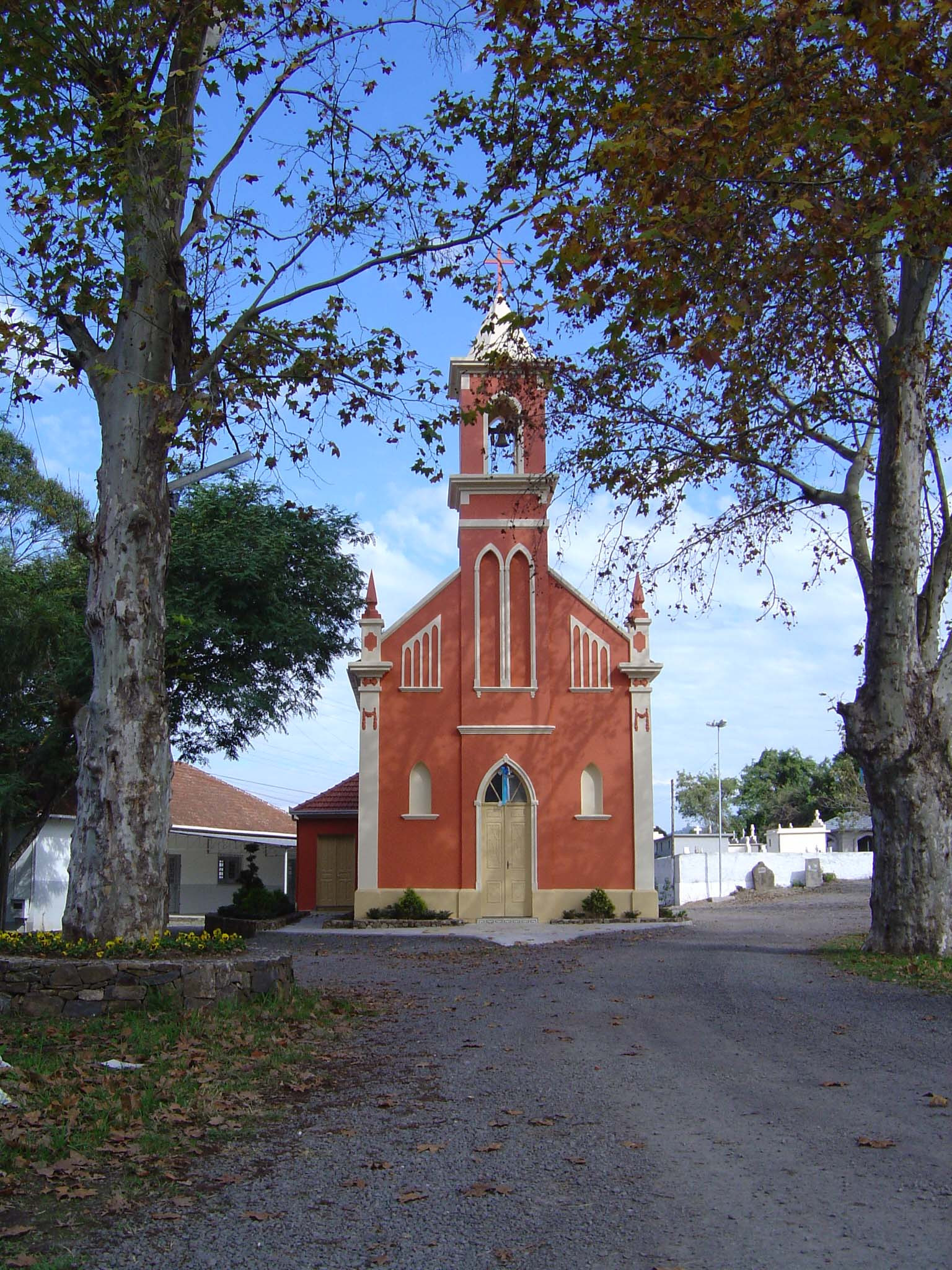
Capela das Almas, Bento Gonçalves, 1928

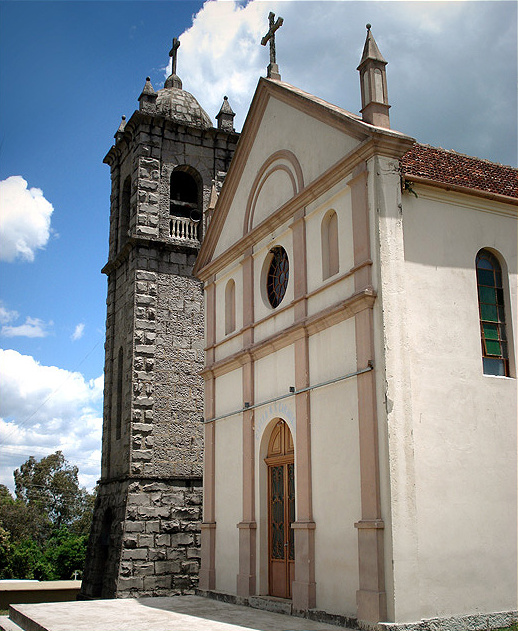
Capela de N. S. de Caravaggio, interior de Flores da Cunha, 1926, campanário de 1951
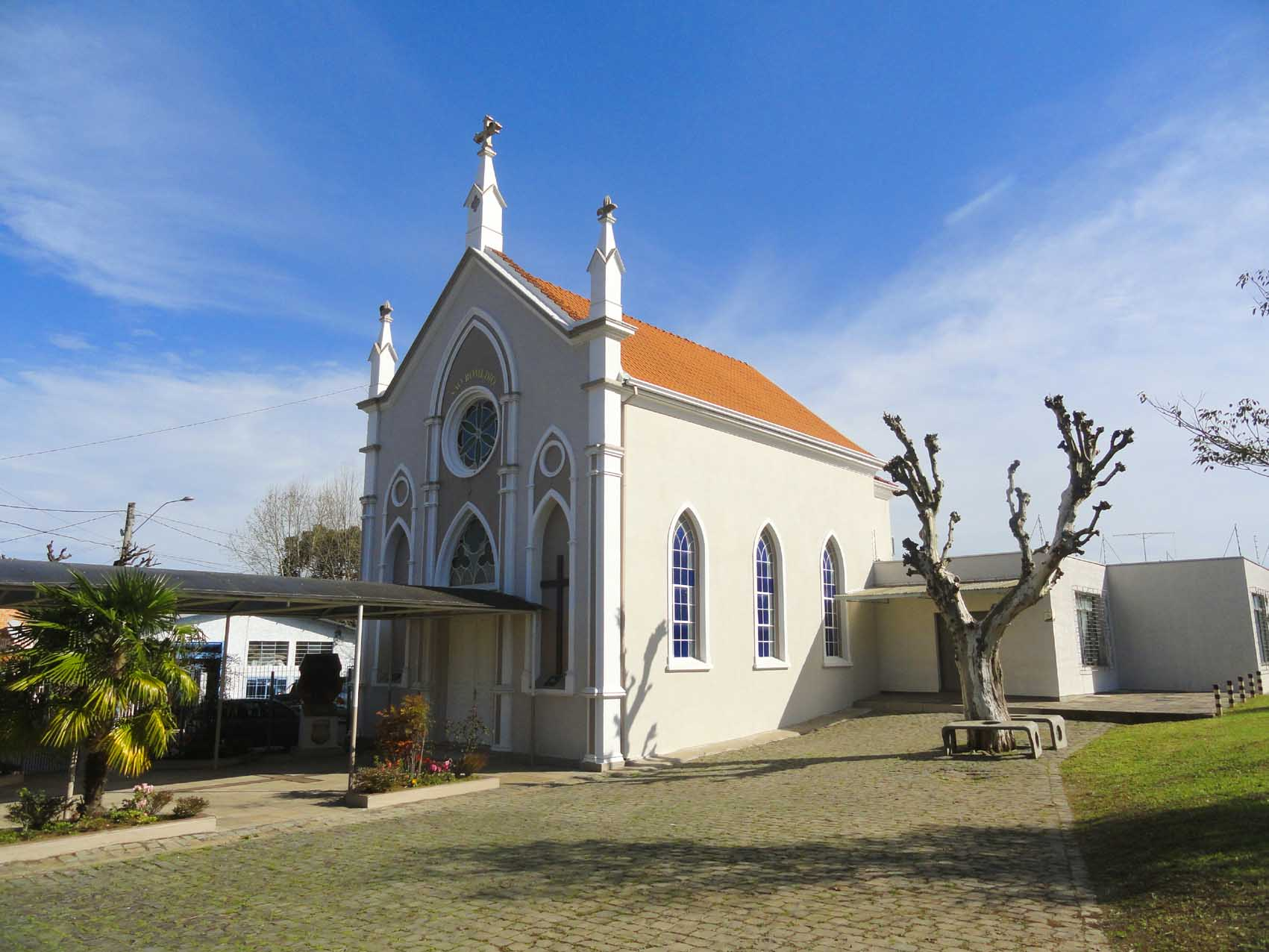
Capela de São Romédio, Caxias do Sul, 1933
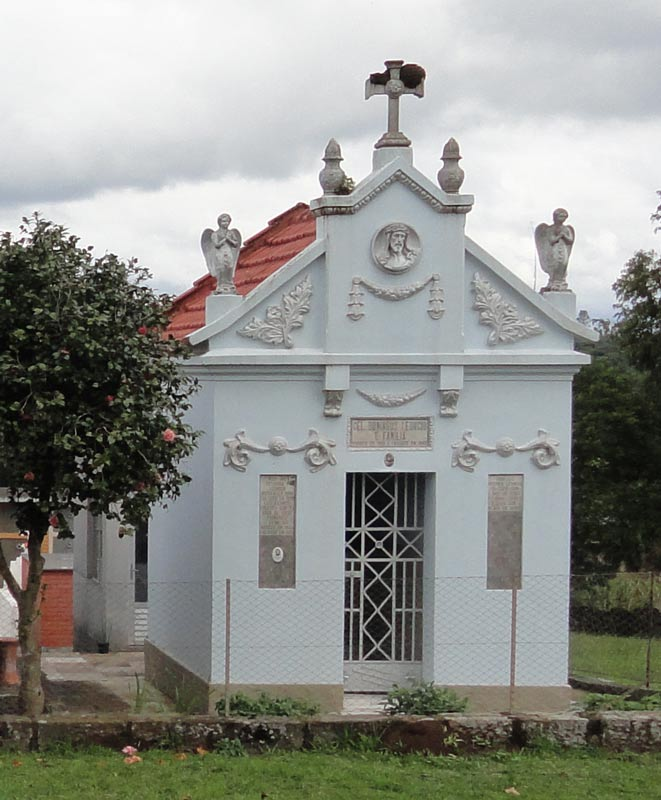
Mausoléu familiar no cemitério de Santa Justina, interior de Caxias do Sul, início do século XX
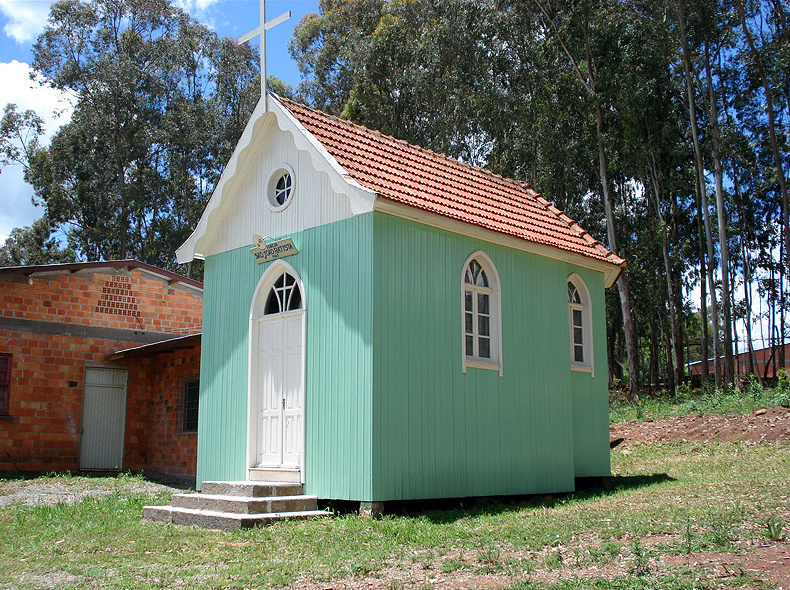
Capitel de São João, interior de Flores da Cunha, 1941

## Resgate da memória arquitetônica
O ciclo arquitetônico da cultura colonial italiana, longe de cristalizar-se, revelou notável adaptabilidade ao seu contexto e períodos claramente diferenciados, mas encerrou em menos de um século. Essa brevidade derivou da rápida evolução social e econômica da região de imigração, recebendo o impacto do meio brasileiro e da acelerada industrialização. Se nas primeiras fases a arquitetura se tornou um símbolo de sucesso e de afirmação social - familiar ou comunitária - a terceira geração de descendentes dos imigrantes já começava a perceber a herança estrangeira como um empecilho à conquista da plena cidadania brasileira, um processo que teve forte estímulo governamental, a ponto de durante a II Guerra Mundial haver severa repressão de todas as manifestações étnicas estrangeiras, inclusive a língua. Decorre disso que muitas das edificações coloniais originais desapareceram no século XX, ou foram brutalmente adulteradas. A geração mais recente divide-se em duas tendências: uma que perdeu por completo o contato com as raízes italianas, e outra que procura resgatá-las, reafirmando com orgulho sua identidade ancestral como contribuição importante à diversidade da cultura brasileira contemporânea. Estes últimos têm, em anos recentes, sido os maiores responsáveis pela luta em prol da preservação da memória arquitetônica colonial. Como disse De Biase, reinventam suas identidades norte-italianas "não apenas utilizando uma 'check list' identitária (busca de seus heróis, de ancestrais famosos, de uma língua, de um folclore...,) mas também colocando em cena esta identidade através da arquitetura como meio de expressão, a fim de construir um patrimônio cultural." 
As instituições governamentais também participam deste processo de resgate e preservação. O centro histórico de Antônio Prado teve um grande conjunto de edificações históricas tombado pelo IPHAN, outras cidades como Caxias do Sul, Farroupilha, Bento Gonçalves, Flores da Cunha, já desenvolvem programas de preservação e conscientização patrimonial, fazendo vários tombamentos e utilizando o legado arquitetônico dos imigrantes também como uma interessante opção para dinamizar o turismo regional.

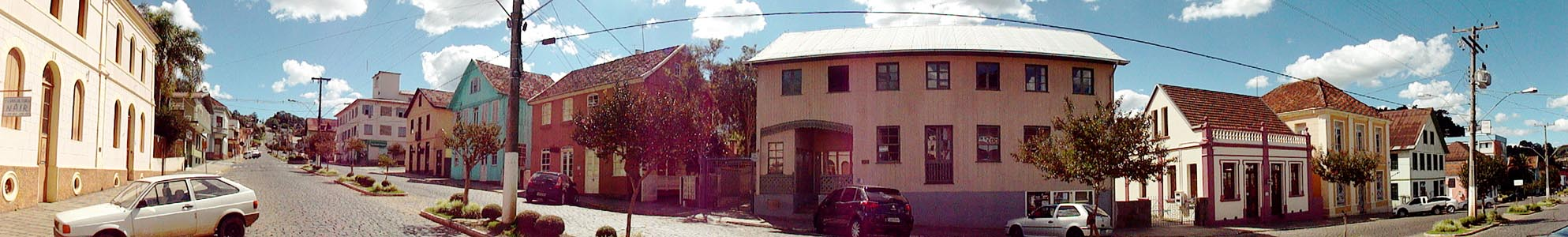
Trecho da avenida Valdomiro Bocchese no Centro Histórico de Antônio Prado.